# Борис Априлов
Атанас Василев Џавков (21. март 1921 – 10. април 1995), познатији под псеудонимом Борис Априлов, био је бугарски писац, драматург, сатириста и хумориста, познат по својим романима и представама, а посебно по дјечјој литератури.
Познат је и као Ахашвер, Ахо, Ахото, као и по другим псеудонимима у хумористичном магазину Струшел.

## Дјела
- Бриге („Тревоги””) Шаљиве приче и фељтони. 1953;
- Врхунац дрскости („Върхът на нахалството”) Шаљиве приче. 1957;
- Лискове авантуре („Приключенията на Лиско”) Шаљиви роман. 1957;
- Нокаут („Нокаут”) Шаљиве приче. 1959;
- Море је за све („Морето е на всички”) Модерне приче. 1963;
- Гусарска романса („Пиратска романтика”) Шаљиве приче. 1964;
- Додирни („Докосване”) Модерне приче. 1965;
- Лопта у мору („Топка в морето”) Бајка. 1965;
- Коњ Пончо („Кончето Пончо”) Бајка. 1967;
- Газдина кифлица („Кифлата на началника”) Шаљиве приче. 1968;
- Папагај и лептир („Папагалчето и пеперудката”) Бајка. 1968;
- Лискове авантуре на мору („Приключенията на Лиско по море”) Роман за дјецу и одрасле. 1968 („1982”) („2001”);
- Јесење дине („Есенни дюни”) Модерне приче. 1969;
- Незгода („Произшествие”) Play. 1969;
- Један мали бијели облак („Едно малко бяло облаче”) Бајка. 1970;
- Одабране приче и приповијетке („Избрани разкази и повести”) 1971;
- Нове Лискове авантуре („Новите приключения на Лиско”) Романи за дјецу. 1973;
- Најновије Лискове авантуре („Най-новите приключения на Лиско”) Романи за дјецу. 1975;
- Лиско у земљи четвртастих бића („Лиско при квадратните същества”) Роман за дјецу. 1975;
- Шест пингвина („Шестте пингвинчета”) Роман за дјецу. 1978;
- Прича са лабудом („История с лебед”) Шаљиве приче. 1979;
- Десет Лискових авантура („Десет приключения на Лиско”) Изарани дјечји романи. 1981;
- Одбрана Спарте („Отбраната на Спарта”) Модерне приче и романи. 1982;
- Четири приче („Четири Повести”) 1984;
- Време источног поветарца („Часът на източния бриз”) Приче и романи. 1986;
- Деликатно расположење („Деликатно настроение”) Приче и романи. 1986;
- Дуга пловидба („Далечно плаване”) Романи. 1988;
- Хавајска острва („Хавайските острови”) Роман објављен постхумно 1997. године;
- Траверстаун („Траверстаун”) Незавршена прича;